# Shanghai Diesel Engine
Shanghai Diesel Engine Co., Ltd. (SDEC; en chino simplificado, 上海柴油机股份有限公司) (en español: Compañía de Motores Diésel de Shanghai ltda.) es una empresa china de fabricación de motores diésel que pertenece en su totalidad a SAIC Motor. La sede de SDEC y sus principales instalaciones de producción se encuentran en el distrito de Yangpu, en Shanghái.
Fue fundada como "Shanghai Diesel Engine Factory" (Fábrica de motores diésel de Shanghái) en 1947 y fue reestructurada en una compañía por acciones en 1993.
En 1994, SDEC fue la primera compañía en China en recibir la certificación ISO 9001. SDEC también recibió la certificación QS9000 y TS16949 realizada por TUV Rheinland. En 2002 y 2005, SDEC fue galardonado con el Premio de Oro de Calidad para el motor de gas natural 6CT, ya que fue evaluado como el mejor motor por la Asociación Mundial de Automóviles. En 2006, SDEC fue galardonado como "Mejor fabricante de motores" por la Asociación Mundial de Automóviles de Pasajeros.

## Productos

### Motores diésel

#### Serie C
El motor de la serie C se basa en el motor diésel de la serie 3306 de Caterpillar Inc.. En 2006, SDEC realizó una actualización en cooperación con FEV.
- SC11C
  - SC11CB184
  - SC11CB195
  - SC11CB200
  - SC11CB200.1
  - SC11CB220
  - SC11CB220.1
  - SC11CB220.2
  - SC11CB240
  - SC11CB240.1
  - SC11CB270

#### Serie D
El motor de la serie D fue diseñado conjuntamente por SDEC y AVL (Austria) en función de la calidad del combustible doméstico y los hábitos de los usuarios. En 2005, SDEC llevó a cabo un rediseño y una actualización de 4 válvulas en cooperación con Southwest Research Institute (SwRI) de EE. UU.
- SC8D
- SC9D
- D683

#### Serie E
El motor de la serie E fue diseñado conjuntamente por SDEC y AVL (Austria)
- SC10E
- SC12E

#### Serie G
El motor marino de la serie G se basa en el motor diésel Xinlong 3128 diseñado conjuntamente por SDEC y AVL.
- SC13G
- SC15G

#### Serie H
Motores diseñados y desarrollados conjuntamente por SDEC y UK Ricardo plc.
- SC4H
- SC7H

#### Serie M
Nuevo motor SAIC-GM π que se utilizará en todos los vehículos SAIC Maxus nuevos. Desarrollado conjuntamente con GM.
- SC20M

#### Serie R
Motores basados en una licencia VM Motori.
- SC25R
- SC28R

#### Serie W
Motor marino con 4 válvulas por cilindro, regulador mecánico e inyección de combustible a alta presión P11.
- SC33

### Grupos electrógenos a diésel
Todos los grupos vienen equipados con un dispositivo de arranque automático y un gabinete de interruptores ATS opcional.

#### Series D
Desarrollado con motores diésel de la serie D.
- SD-SC200
- SD-SC250

#### Series E
Desarrollado con motores diésel de la serie E.
- SD-SC325

#### Series G
Desarrollado con motores diésel de la serie G.
- SD-SC313
- SD-SC375
- SD-SC450
- SD-SC500
- SD-SC563
- SD-SC625
- SD-SC682

#### Series H
Desarrollado con motores diésel de la serie H.
- SD-SC63
- SD-SC80
- SD-SC100
- SD-SC125
- SD-SC150
- SD-SC188

#### Series SR
Desarrollado con motores diésel de la serie SR.
- D500MG
- D540MG
- D600MG
- D800MG
- D1000MG
- D1100MG
- D1200MG
- D1360MG
- D1500MG
- D1600MG

#### Series W
Desarrollado con motores diésel de la serie W.
- SD-SC750